# 异鳞鲨
异鳞鲨（学名：Scymnodon squamulasus）为角鲨科异鳞鲨属的鱼类。分布于日本相模湾以及南海、东海等海域。该物种的模式产地在日本。